# Стів Каммінгс
Стів Каммінгс  (англ. Steve Cummings, 19 березня 1981) — британський велогонщик, олімпійський медаліст.

## Виступи на Олімпіадах
| Олімпіада  | Дисципліна                                 | Місце  |
| ---------- | ------------------------------------------ | ------ |
| Афіни 2004 | Командна гонка переслідування, 4000 метрів | 2      |
| Пекін 2008 | особиста шосейна гонка                     | участь |
| Пекін 2008 | шосейна гонка з роздільним стартом         | 11     |

## Зовнішні посилання
- Досьє на sport.references.com